# Фридерика Албертина фон Ербах-Фюрстенау
Фридерика Албертина фон Ербах-Фюрстенау (на немски: Friederike Albertine von Erbach-Fürstenau; * 7 октомври 1683 във Фюрстенау; † 19 януари 1709 в Кирхберг) е графиня от Ербах-Ербах-Фюрстенау и чрез женитба графиня на Хоенлое-Кирхберг (1702 – 1709).
Тя е дъщеря на граф Георг Албрехт II фон Ербах-Ербах (1648 – 1717), господар на Фюрстенау-Райхенберг, и съпругата му Анна Доротея Христина фон Хоенлое (1656 – 1724), дъщеря на граф Филип Готфрид фон Хоенлое-Валденбург (1618 – 1679) и Анна Христиана Шенкин фон Лимпург-Зонтхайм (1618 – 1685).
Тя умира на 19 януари 1709 г. на 25 години, два дена след раждането на мъртвородено дете, в Кирхберг, Щутгарт и е погребана там.

## Фамилия
Фридерика Албертина фон Ербах-Фюрстенау се омъжва на 18 януари 1702 г. в Пфеделбах за граф Фридрих Еберхард фон Хоенлое-Кирхберг (1672 – 1737), син на граф Хайнрих Фридрих фон Хоенлое-Лангенбург. Те имат децата: Те имат децата:
- Луиза Доротея (1703 – 1753)
- София Албертина (1704 – 1706)
- Ернст Фридрих Албрехт (*/† 1706)
- Карл Август (1707 – 1767), граф (1737 – 1767), от 1764 г. първият княз на Хоенлое-Кирхберг
- дете (*/† 17 януари 1709)